# Дэй, Джоди
Джоди Дэй — писательница. Она основательница Gateway Women, сети для бездетных женщин. Дэй была названа одной из 100 женщин Би-би-си в 2013 году.
Джоди Дэй — директор компании по дизайну интерьеров со степенью в области английской литературы. Бывший психотерапевт, в 2009 году в возрасте 44 лет она поняла, что никогда не будет матерью, и создала сеть для бездетных женщин от 35 лет под названием Gateway Women. В 2011 году она запустила блог Gateway Women.
Её книга Living the Life Unexpected and Rocking the Life Unexpected помогает людям, которые не могут стать родителями, пройти стадии переживания горя.